# Mariano González Mangada
Mariano González Mangada (Madrigal (Guadalajara), 30 de enero de 1939 - Murcia, 17 de mayo de 1996), también conocido por Mariano el de Espartaco, fue un librero y escritor español que firmaba con el seudónimo Cuervo Ingenuo. Fue además jesuita y profesor en la Escuela Técnica Superior de Ingeniería (ICAI) de Madrid aunque abandonó tanto la comunidad religiosa como la enseñanza.

## Biografía
Llegó a Cartagena en 1968 junto con dos jesuitas más, Isidoro Galán y Miguel Ángel Ondínez, y se dedicó a la albañilería. Después se hizo cargo de la Librería Espartaco, fundada por la Hermandad Obrera de Acción Católica en el número 18 de la calle de la Serreta, donde fue un lugar referente para toda la izquierda política de la ciudad. A la entrada un cartel invitaba a entrar aunque no se fuera a comprar nada y dentro había sillas para leer, se celebraban tertulias literarias, se difundían desde libros de poesía a panfletos y carteles del cine club y era un lugar de debate. Se llegaron a vender libros prohibidos por la dictadura franquista.
Escribió poemas y fábulas. La mayor influencia la recibió del fabulista Augusto Monterroso. Solía escribir en hojas manuscritas fotocopiadas que luego encuadernaba con hilo bramante o de cáñamo. Entre sus obras destacan Salmos de andar, Profecías, Cantares del peón, Coplas del cupón, Epigramas de librero y Canciones desde el fondo del pozo y otros poemas. Su última y póstuma obra es Fábulas del entretiempo (1998) (ISBN 13: 9788460095095) que recoge las cien fábulas que publicó en su vida y que fue editado por el Colectivo de Educación de Adultos "Carmen Conde" de Cartagena en donde ejerció también de profesor.
Su compromiso social le llevó a solidarizarse con las más diversas causas como el movimiento obrero, el tercer mundo, la teología de la liberación, la insumisión, los presos, el conflicto vasco,etc., que serían temas tratados en sus fábulas.
Algunas fábulas suyas fueron usadas en el disco-libro Cosecha de Margaritas del cantante Domingo Pérez.
Otra obra suya es Análisis dialéctico de la sociedad española. Primera edición: Junio 1979. ISBN: 84-85121-21-X